# LBP
LBP (англ. Lipopolysaccharide binding protein) – білок, який кодується однойменним геном, розташованим у людей на короткому плечі 20-ї хромосоми. Довжина поліпептидного ланцюга білка становить 481 амінокислот, а молекулярна маса — 53 384.
| 10         |  | 20         |  | 30         |  | 40         |  | 50         |
| ---------- |  | ---------- |  | ---------- |  | ---------- |  | ---------- |
| MGALARALPS |  | ILLALLLTST |  | PEALGANPGL |  | VARITDKGLQ |  | YAAQEGLLAL |
| QSELLRITLP |  | DFTGDLRIPH |  | VGRGRYEFHS |  | LNIHSCELLH |  | SALRPVPGQG |
| LSLSISDSSI |  | RVQGRWKVRK |  | SFFKLQGSFD |  | VSVKGISISV |  | NLLLGSESSG |
| RPTVTASSCS |  | SDIADVEVDM |  | SGDLGWLLNL |  | FHNQIESKFQ |  | KVLESRICEM |
| IQKSVSSDLQ |  | PYLQTLPVTT |  | EIDSFADIDY |  | SLVEAPRATA |  | QMLEVMFKGE |
| IFHRNHRSPV |  | TLLAAVMSLP |  | EEHNKMVYFA |  | ISDYVFNTAS |  | LVYHEEGYLN |
| FSITDDMIPP |  | DSNIRLTTKS |  | FRPFVPRLAR |  | LYPNMNLELQ |  | GSVPSAPLLN |
| FSPGNLSVDP |  | YMEIDAFVLL |  | PSSSKEPVFR |  | LSVATNVSAT |  | LTFNTSKITG |
| FLKPGKVKVE |  | LKESKVGLFN |  | AELLEALLNY |  | YILNTFYPKF |  | NDKLAEGFPL |
| PLLKRVQLYD |  | LGLQIHKDFL |  | FLGANVQYMR |  | V          |  |            |

A: Аланін

C: Цистеїн

D: Аспарагінова кислота

E: Глутамінова кислота

F: Фенілаланін

G: Гліцин

H: Гістидин

I: Ізолейцин

K: Лізин

L: Лейцин

M: Метіонін

N: Аспарагін

P: Пролін

Q: Глутамін

R: Аргінін

S: Серин

T: Треонін

V: Валін

W: Триптофан

Кодований геном білок за функціями належить до антибіотиків, антимікробних білків. 
Задіяний у таких біологічних процесах, як імунітет, вроджений імунітет, транспорт, транспорт ліпідів. 
Локалізований у мембрані.
Також секретований назовні.